# David Costabile
David Costabile, född 9 januari 1967 i Washington, D.C., är en amerikansk skådespelare av italiensk härkomst. Han är bland annat känd för sina biroller i TV-serier som Billions, Breaking Bad, Better Call Saul, Damages, Flight of the Conchords, Suits och The Wire.  Han har också skådespelat i filmer som Netflix The Dirt, samt i teaterproduktioner på Broadway.
Costabile är sedan år 2012 gift med Eliza Baldi, med vilken han har två döttrar.

## Filmografi (i urval)

### Filmer
- 1998 – Belägringen
- 2000 – Isn't She Great
- 2000 – Grinchen – julen är stulen
- 2002 – Stolen Summer
- 2005 – Nära & kära
- 2009 – Notorious
- 2009 – Solitary Man
- 2010 – The Bounty Hunter
- 2010 – Henry's Crime
- 2012 – Lincoln
- 2013 – Side Effects
- 2013 – Somewhere Slow
- 2013 – Runner Runner
- 2016 – 13 Hours: The Secret Soldiers of Benghazi
- 2017 – The Post
- 2019 – The Dirt
- 2024 – Snack Shack

### TV-serier
- 2007–2009 – Damages (TV-serie)
- 2007–2009 – Flight of the Conchords (TV-serie)
- 2008 – The Wire (TV-serie)
- 2010 – The Office (TV-serie)
- 2010–2011 – Breaking Bad (TV-serie)
- 2011 – Lie to Me (TV-serie)
- 2011 – Law & Order: Special Victims Unit (TV-serie)
- 2011 – House (TV-serie)
- 2011 – Person of Interest (TV-serie)
- 2012–2019 – Suits (TV-serie)
- 2012 – The Good Wife (TV-serie)
- 2013 – Ripper Street (TV-serie)
- 2013 – Elementary (TV-serie)
- 2014 – The Blacklist (TV-serie)
- 2015 – Dig (TV-serie)
- 2016–2023 – Billions (TV-serie)
- 2018 – Better Call Saul (TV-serie)
- 2018 – Murphy Brown (TV-serie)
- 2019 – Robot Chicken (TV-serie) (röst)
- 2020 – Soulmates (TV-serie)
- 2023 – Obliterated (TV-serie)
- 2024 – Last Week Tonight with John Oliver (TV-serie)
- 2024 – Interview with the Vampire (TV-serie)